# Antarktički krug
Antarktički krug je najjužniji od pet velikih krugova geografske širine koji označavaju karte Zemlje. Područje južno od ovog kruga poznato je kao Antarktik, a zona odmah na sjeveru naziva se Južna umjerena zona. Južno od antarktičkog kruga, Sunce je iznad horizonta 24 neprekidna sata najmanje jednom godišnje (i stoga vidljivo u ponoć), a središte Sunca (zanemarujući refrakciju) je ispod horizonta 24 neprekidna sata najmanje jednom godišnje (i stoga se ne vidi u podne). Ovo vrijedi i unutar ekvivalentnog polarnog kruga na sjevernoj polutki, arktičkog kruga.
Položaj antarktičkog kruga nije fiksni i trenutno se proteže 66°33′49.0″ južno od ekvatora. Ova brojka može biti malo netočna jer ne dopušta učinke astronomske nutacije, koja može biti i do 10″. Njegova zemljopisna širina ovisi o nagibu osi Zemlje, koji fluktuira unutar granice od više od 2° tijekom razdoblja od 41 000 godina, zbog plimnih sila koje proizlaze iz orbite Mjeseca. Kao poslijedica toga, antarktički krug trenutno plovi prema jugu brzinom od oko 14.5 m godišnje.

## Ponoćno sunce i polarna noć
Antarktički krug je najsjevernija geografska širina na južnoj polutki na kojoj centar sunca može neprekidno ostati iznad horizonta dvadeset i četiri sata; kao rezultat toga, barem jednom godišnje na bilo kojem mjestu unutar antarktičkog kruga središte sunca je vidljivo u lokalnoj ponoći, a barem jednom je središte sunca ispod horizonta u lokalno podne.
Izravno na antarktičkom krugu ovi se događaji u principu događaju točno jednom godišnje: na solsticij u prosincu i lipnju. Međutim, zbog atmosferske refrakcije i fatamorgana, te zbog toga što se sunce pojavljuje kao disk, a ne točka, dio ponoćnog sunca može se vidjeti u noći južnog ljetnog solsticija do oko 50 minuta (′) (90 km) sjeverno od antarktičkog kruga. Slično tome, na dan južnog zimskog solsticija, dio sunca može se vidjeti do oko 50′ južno od antarktičkog kruga. To je istina na razini mora; te se granice povećavaju s visinom iznad razine mora, iako u planinskim predjelima često nema izravnog pogleda na pravi horizont. Fatamorgane na antarktičkom kontinentu obično su čak spektakularnije nego u arktičkim regijama, stvarajući, na primjer, niz prividnih zalazaka i izlazaka sunca dok u stvarnosti sunce ostaje ispod horizonta.

## Stanovanje ljudi
Područje južno od Antarktičkog kruga nije stalno naseljeno, ali postoji nekoliko istraživačkih stanica na Antarktiku kojima upravljaju različite nacije koje naseljavaju timovi znanstvenika koji se sezonski izmjenjuju. U prethodnim stoljećima na kontinentu su osnovane neke polustalne kitolovke, a neki kitolovci bi tamo živjeli godinu ili više. Najmanje troje djece rođeno je na Antarktiku, iako na postajama sjeverno od Antarktičkog kruga.

## Geografija
Opseg antarktičkog kruga je otprilike 16,000 kilometara. Područje južno od Kruga je oko 20,000,000 km2 i pokriva otprilike 4% Zemljine površine. Većina kontinenta Antarktike nalazi se unutar Antarktičkog kruga.

### Mjesta uz krug
Počevši od početnog meridijana i krećući se prema istoku, antarktički krug prolazi kroz:
| Koordinate                            | Zemlja, teritorij ili more                                                   | Bilješke                                                                                                 |
| ------------------------------------- | ---------------------------------------------------------------------------- | --- |
| 66°34′S 0°0′E / 66.567°S 0.000°E      | Južni ocean                                                                  | Sjeverno od Zemlje kraljice Maud i Enderbyjeve zemlje.                                                   |
| 66°34′S 50°32′E / 66.567°S 50.533°E   | Antarktika – Enderbyjeva zemlja                                              | Teritotorijalni zahtjev Australije.                                                                      |
| 66°34′S 57°19′E / 66.567°S 57.317°E   | Južni ocean                                                                  | Sjeverno od ledenog grebena Amery.                                                                       |
| 66°34′S 82°6′E / 66.567°S 82.100°E    | Antarktika                                                                   | Teritotorijalni zahtjev Australije.                                                                      |
| 66°34′S 89°14′E / 66.567°S 89.233°E   | Južni ocean                                                                  | |
| 66°34′S 91°29′E / 66.567°S 91.483°E   | Antarktika                                                                   | Teritotorijalni zahtjev Australije.                                                                      |
| 66°34′S 92°21′E / 66.567°S 92.350°E   | Južni ocean                                                                  | |
| 66°34′S 93°52′E / 66.567°S 93.867°E   | Južni ocean                                                                  | Teritotorijalni zahtjev Australije.                                                                      |
| 66°34′S 107°45′E / 66.567°S 107.750°E | Južni ocean                                                                  | zalijev Vincennes                                                                                        |
| 66°34′S 110°12′E / 66.567°S 110.200°E | Antarktika – Wilkesova zemlja                                                | Teritotorijalni zahtjev Australije.                                                                      |
| 66°34′S 116°35′E / 66.567°S 116.583°E | Južni ocean                                                                  | |
| 66°34′S 121°31′E / 66.567°S 121.517°E | Antarktika – Wilkesova zemlja                                                | Teritotorijalni zahtjev Australije.                                                                      |
| 66°34′S 127°9′E / 66.567°S 127.150°E  | Južni ocean                                                                  | |
| 66°34′S 129°38′E / 66.567°S 129.633°E | Antarktika – Wilkesova zemlja                                                | Teritotorijalni zahtjev Australije.                                                                      |
| 66°34′S 136°0′E / 66.567°S 136.000°E  | Antarktika – Adelijna zemlja                                                 | Teritotorijalni zahtjev Francuske.                                                                       |
| 66°34′S 138°56′E / 66.567°S 138.933°E | Južni ocean                                                                  | |
| 66°34′S 162°44′E / 66.567°S 162.733°E | Balleny otoci – Borradailov otok                                             | Teritotorijalni zahtjev Novog Zelanda.                                                                   |
| 66°34′S 162°45′E / 66.567°S 162.750°E | Južni ocean                                                                  | Prolazi sjeverno od otoka Adelaide (Teritotorijalni zahtjev Argentine, Čilea i Ujedinjenog Kraljevstva.) |
| 66°34′S 65°44′W / 66.567°S 65.733°W   | Antarktika – Antarktički poluotok, Grahamova zemlja and Ledeni greben Larsen | Teritotorijalni zahtjev Argentine, Čilea i Ujedinjenog Kraljevstva.                                      |
| 66°34′S 60°21′W / 66.567°S 60.350°W   | Južni ocean                                                                  | Prolazi kroz Weddellovo more i u neimenovani dio oceana.                                                 |